# Hermina
Hermina je  žensko osebno ime.

## Izvor imena
Ime Hermina izhaja iz nemškega imena Hermine, to pa je ženska oblika imena Herman.

## Različice imena
Armanda, Ermina, Erminija, Herma, Hermenegilda, Herminica, Irma, Manda, Mina

## Tujejezikovne oblike imena
- pri Čehih, Madžarih, Islandcih, Poljaki in Slovakih: Hermina
- pri Nemcih: Hermine, Herma, Hermoine
- pri Švedih: Hermine

## Pogostost imena
Po podatkih Statističnega urada Republike Slovenije je bilo na dan 31. decembra 2007 v Sloveniji število ženskih oseb z imenom Hermina: 1.083. Med vsemi ženskimi imeni pa je ime Hermina po pogostosti uporabe uvrščeno na 177. mesto.

## Osebni praznik
Osebe z imenom Hermina lahko godujejo takrat kot Hermani, to je 7. aprila, ali pa 24. decembra, ko je v koledarju Hermina (Irma, Mina), (Hermina, luxemburška opatinja, † 24. dec. 710).